# Dark Road
Dark Road – singel Annie Lennox, wydany w roku 2007.

## Ogólne informacje
Był to pierwszy singel z płyty Songs of Mass Destruction. Piosenka dotarła do miejsca 58. w Wielkiej Brytanii.
Światowa premiera teledysku „Dark Road” odbyła się 22 sierpnia 2007 w brytyjskiej telewizji Channel 4.